# Мегорское (озеро)
Мегорское (Мегрское) — озеро в Вологодской области России.

## География
Расположено на территории Вытегорского района, в 33 км юго-западнее районного центра — города Вытегры, на высоте 33 метра над уровнем моря.

## Характеристика
Представляет из себя остаточный водоём на террасе Онежского озера, с которым связан копанью. Площадь озера составляет 40,5 км², площадь вместе с заливами-озёрами Кобыльим, Чагозером и Кедринским — 49,7 км². Средняя глубина — 1,6 м, наибольшая — 3,1 м, дно ровное, илистое, заросшее водной растительностью. Вода окрашена стоками с осоковых болот, покрывающих береговую полосу. В озеро впадает река Нормекса.
Основными представителями ихтиофауны водоёма являются окунь, щука, плотва, ёрш, налим, лещ, густера, чехонь, язь, снеток, карась и судак, из Онежского озера периодически заходят сиг, килец и корюшка.

## Данные водного реестра
По данным государственного водного реестра России и геоинформационной системы водохозяйственного районирования территории РФ, подготовленной Федеральным агентством водных ресурсов:
- Бассейновый округ — Балтийский
- Речной бассейн — Нева (включая бассейны рек Онежского и Ладожского озёр)
- Речной подбассейн — Свирь (включая реки бассейна Онежского озера)
- Водохозяйственный участок — Бассейн Онежского озера без рек Шуя, Суна, Водла и Вытегра
- Код водного объекта — 01040100611102000020209